# Stara synagoga w Turku
Stara synagoga w Turku – dawna synagoga w Turku, powstała w 1833 roku.

## Historia
Synagoga mieściła się w budynku przy ówczesnej ulicy Kolskiej 18. Prawdopodobnie był to niewielki, parterowy dom z muru pruskiego. W związku z dostosowywaniem budynku do pełnienia funkcji synagogi, w 1838 roku rozbudowano babiniec w formie galerii, przebudowa doprowadziła do uszkodzenia frontowej ściany budynku. 
W 1841 roku gmina żydowska otrzymała pozwolenie na wzniesienie nowej ściany frontowej. Prawdopodobnie projekt przebudowy został wykonany przez architekta powiatowego, Jana Janiszewskiego. Neoklasycystyczny projekt zakładał stworzenie klasycyzującej fasady podzielonej arkadami na osiem przęseł, oddzielonych od siebie półkolumnami w stylu rzymsko-doryckim. Fasada miała być zwieńczona dekoracyjnym belkowaniem z tryglifowym i metopowym fryzem oraz gzymsem. W jednej ze skrajnych osi miała znaleźć się sień, w dodatkowej kondygnacji zaplanowano także babiniec. Prace budowlane rozpoczęto w 1841 roku, wnoszczenie ściany frontowej zakończono w 1851 roku. 
W związku z potrzebą wykonania kolejnych prac przy budynku, w 1851 roku wydano pozwolenie na prace przy północnej ścianie budynku. Rozpoczęcie budowy opóźniało się w związku z wybuchami epidemii cholery w 1852 i 1855 roku. Na wrzesień 1857 roku zaplanowane było wyłonienie wykonawcy prac. 

### Zniszczenie synagogi
W piśmie urzędowym z września 1857 roku Jan Janiszewski poinformował, że gmina żydowska wyburzyła większość budynku, który uznano za za mały do pełnienia funkcji synagogi, pozostawiając jedynie ścianę frontową. W związku z tym budowniczy powiatowy nakazał Żydom wstrzymać prace do czasu opracowania projektu budynku. Prace budowlane były jednak kontynuowane, a ich zakończneie planowano jeszcze przed końcem roku. Prowadzenie prac bez odpowiedniego zezwolenia, budowanie synagogi w sąsiedztwie kościoła parafialnego oraz niejasny status własnościowy samej posesji doprowadziły do oburzenia wśród katolickich mieszkańców miasta.
27 września 1857 roku w mieście doszło do zamieszek, podczas których częściowo zniszczono wybudowaną już do pierwszego piętra synagogę. Po zamieszkach budowa została wstrzymana do czasu wyjaśnienia sprawy oraz znalezienia nowej lokalizacji na wybudowanie synagogi. Przez pewien czas rozważano dokończenie budynku, w związku z czym najprawdopodobniej w październiku 1857 roku powstał nowy projekt budynku. Nowy projekt zakładał wzniesienie dwukondygnacyjnej budowli odwołującej się do stylu wczesnorenesansowego. Fasada ponownie miała być podzielona na osiem przęseł, z których skrajne miały być udekorowane ozdobnymi portalami. Lewy portal miał prowadzić do sieni, w prawym zaplanowano otwory okienne. W centralnej części miały zostań umieszczone okna, a całość miała być przykryta dwuspadowym dachem.
Na miejscu dawnej synagogi znajduje się kamienica.